# Czakma
Czakma (চাকমা), ang. Chakma, Czangma (চাংমা) – grupa etniczna zamieszkująca region Chittagong Hill Tracts w Bangladeszu oraz przyległe tereny Indii i Mjanmy.

## Historia
Czakma przywędrowali z królestwa Magadhy (obecnie indyjski stan Bihar). Prowadzili wojny o Chittagong z Mogołami i Brytyjczykami.

## Język

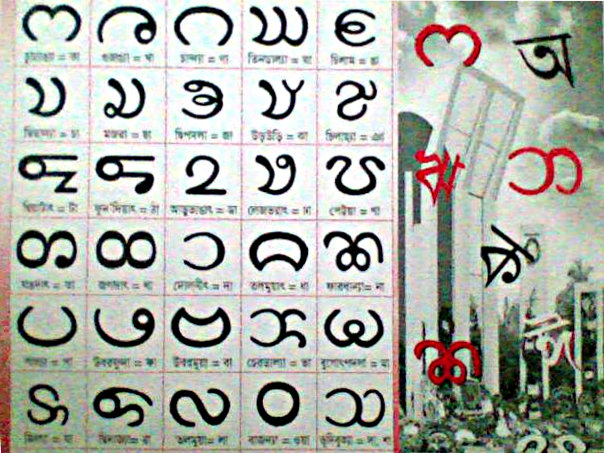
Pismo chakma

Z etnicznego punktu widzenia Czakma są ludem pochodzenia tybeto-birmańskiego, lecz pod naciskiem sąsiednich ludów indoaryjskich utracili swój pierwotny język i obecnie posługują się językiem czakma, blisko spokrewnionym z językiem bengalskim i assamskim.

## Religia
Większość Czakmów praktykuje buddyzm theravada.